# Загребелля (Роменський район)
Загребе́лля —  село в Україні, в Сумській області, Роменському районі. Населення становить 125 осіб. Входить до складу Роменської міської громади. До 2020 орган місцевого самоврядування - Плавинищенська сільська рада.

## Географія
Село Загребелля розташоване на правому березі річки Сула, вище за течією на відстані 0,5 км розташоване село Залуцьке, нижче за течією на відстані 1,5 км село Плавинище, на протилежному березі - село Пустовійтівка. Через 1 км село Сененкове.

## Історія
Село постраждало внаслідок геноциду українського народу, проведеного урядом СРСР 1923-1933 та 1946-1947 роках.
12 червня 2020 року, відповідно до розпорядження Кабінету Міністрів України № 723-р «Про визначення адміністративних центрів та затвердження територій територіальних громад Сумської області», село увійшло до складу Роменської міської громади.
19 липня 2020 року, в результаті адміністративно-територіальної реформи та ліквідації Роменського району(1930—2020), увійшло до складу новоутвореного Роменського району.

## Пам'ятки

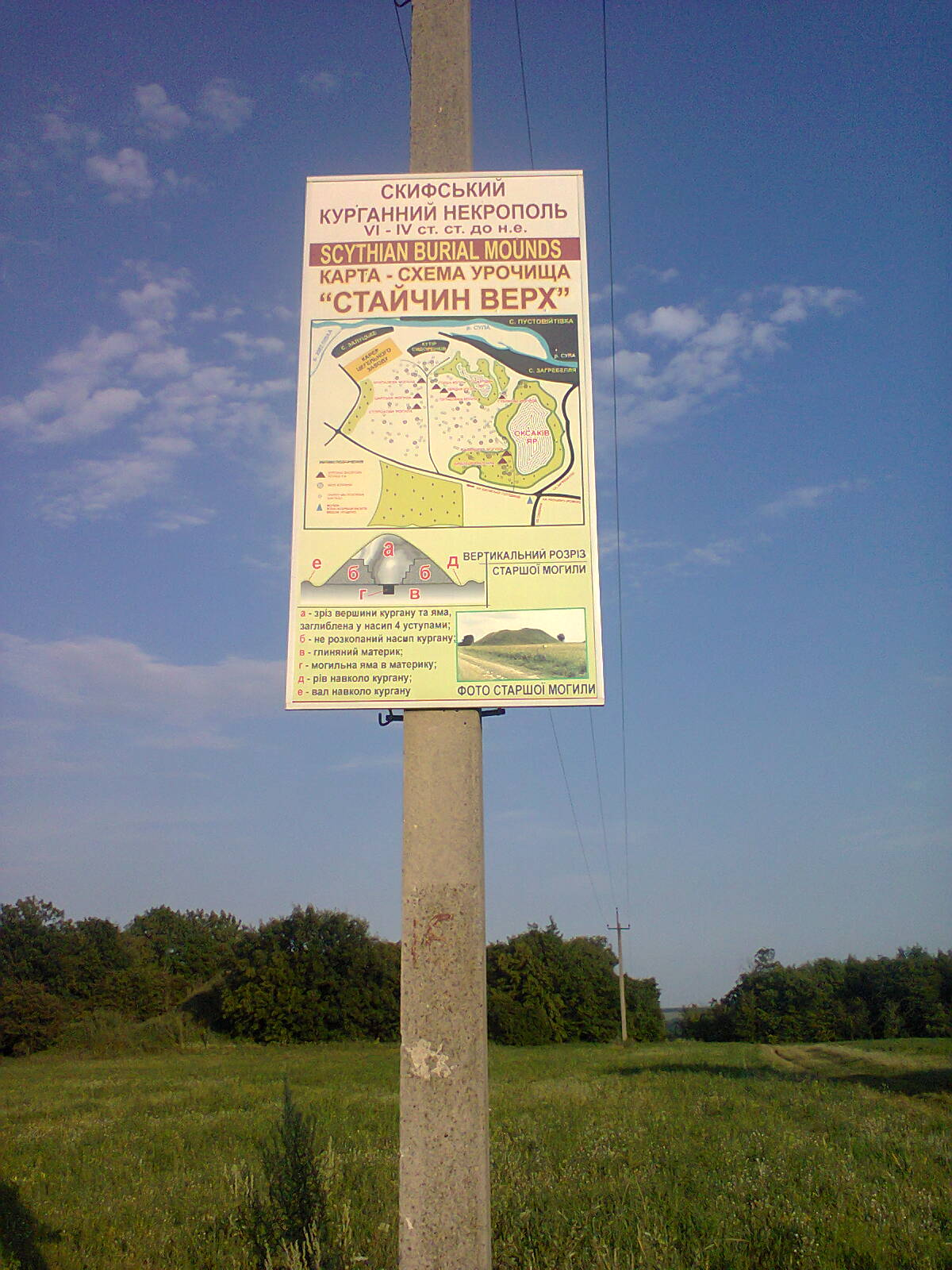
Оксютинські кургани

- Оксютинські кургани
- Посульські кургани
- Старша могила